# Santa Rosa (Salta)
Santa Rosa es una pequeña localidad argentina de la provincia de Salta, dentro del departamento Rivadavia.

## Ubicación
Se encuentra al noroeste de la localidad cabecera Rivadavia a través de la Ruta Provincial 13.

## Población
Contaba con 386 habitantes (Indec, 2001), lo que representa un incremento del 38,5 frente a los 279 habitantes (Indec, 1991) del censo anterior.

## Sismicidad
La sismicidad del área de Salta es frecuente y de intensidad baja, y un silencio sísmico de terremotos medios a graves cada 40 años